# H (singel Ayumi Hamasaki)
H – dwudziesty siódmy singel Ayumi Hamasaki, wydany 24 lipca 2002. Był najlepiej sprzedającym się singlem 2002 roku w Japonii, jako jeden sprzedał się w ilości ponad miliona egzemplarzy tego roku. Z tej okazji singel został wydany ponownie w specjalnej limitowanej edycji 7 listopada 2002 roku. W pierwszym tygodniu sprzedano 417 870 kopii, natomiast 1 016 000 kopii całościowo.
Utwór HANABI został wykorzystany w reklamie telefonu komórkowego, a utwór July 1st wykorzystano w reklamie szminki firmy KOSE VISÉE.

## Lista utworów
| Nr | Tytuł                        | Muzyka        | Aranżacja | Czas |
| -- | ---------------------------- | ------------- | --------- | ---- |
| 1. | "independent"                | CREA, D・A・I | tasuku    | 4:56 |
| 2. | "July 1st"                   | CREA, D・A・I | tasuku    | 4:22 |
| 3. | "HANABI"                     | CREA, D・A・I | CMJK      | 4:56 |
| 4. | "independent" (Instrumental) | CREA, D・A・I | tasuku    | 4:56 |
| 5. | "July 1st" (Instrumental)    | CREA, D・A・I | tasuku    | 4:22 |
| 6. | "HANABI" (Instrumental)      | CREA, D・A・I | CMJK      | 4:52 |